# Liceo classico Massimo d'Azeglio
Il liceo classico Massimo d'Azeglio è un liceo classico e scientifico di Torino, la cui sede si trova in via Parini 8, nei pressi della stazione di Torino Porta Nuova.

## Storia

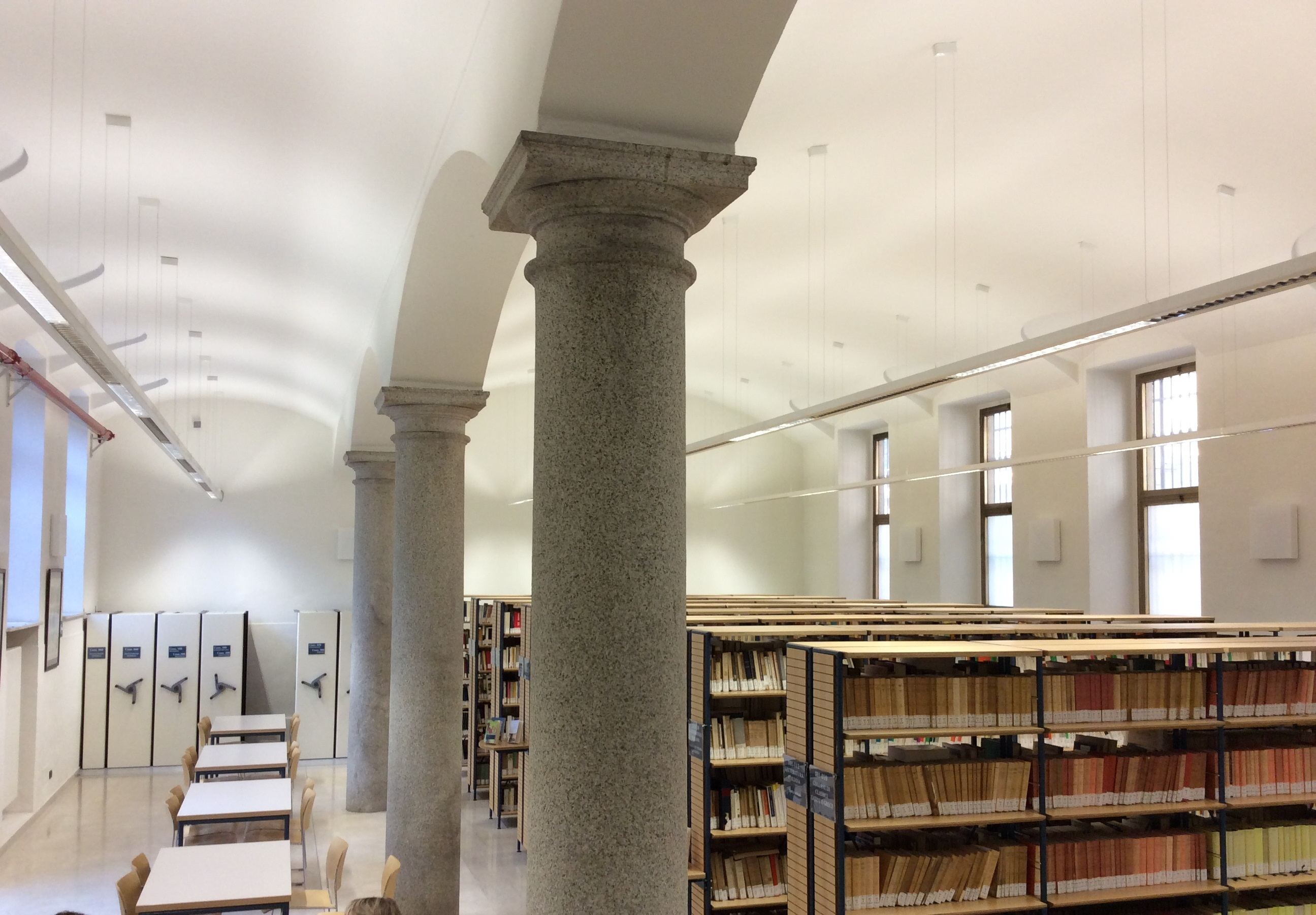
Biblioteca Leone Ginzburg, liceo classico D'Azeglio

Venne istituito come Collegio di Porta Nuova nel 1831 in un edificio situato nell'odierna Piazza Maria Teresa con l'obiettivo di ridurre il numero eccessivo di studenti del Collegio di S. Francesco da Paola (che in seguito diventerà il liceo Gioberti). Nel 1852 il collegio venne traslocato presso la Chiesa della Madonna degli Angeli e infine nel 1857 venne trasferito nell'edificio dove si trova tuttora, in via Parini all'angolo con via San Quintino, acquisendo il nome dapprima di Collegio municipale Monviso e poi dal 1860 di Reale Collegio Monviso. L'istituto venne intitolato a Massimo Taparelli marchese d'Azeglio nel 1882.

## Insegnanti e alunni illustri

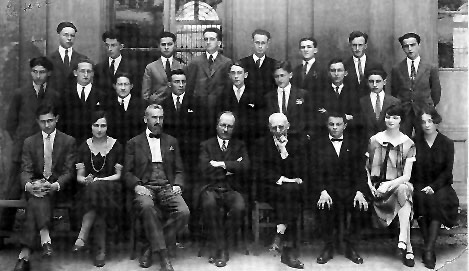
Cesare Pavese (primo da sinistra sulla seconda fila) e la sua classe

Dagli Anni Venti per le aule del Liceo sono transitati come docenti e studenti alcuni dei personaggi più importanti della scena politica, culturale e sportiva italiana. Tra gli insegnanti si ricordano in particolare Franco Antonicelli, Umberto Cosmo, Augusto Monti e Zino Zini; tra gli studenti si citano Gioacchino Armano, Emanuele Artom, Stefano Benech, Norberto Bobbio, Ferdinando Chiapirone, Francesco Daprà, Augusto Del Noce, Domenico Donna, Giulio Einaudi, Luigi Firpo, Luigi Forlano, Vittorio Foa, Luigi Gibezzi, Leone Ginzburg, Renzo Giua, Primo Levi, Umberto Malvano, Oreste Mazzia, Massimo Mila, Beniamino Nicola, Gian Carlo Pajetta, Cesare Pavese, Leo Pestelli, Tullio Pinelli, Fernanda Pivano, Emma Strada. Qui hanno effettuato gli studi anche Gianni e Umberto Agnelli e il noto divulgatore scientifico Piero Angela.
Un gruppo di studenti della terza e della quarta classe del ginnasio, che si trovavano su una panchina in Piazza d'Armi per giocare a football, sport recentemente importato dall'Inghilterra, fondò il 1 novembre 1897 una squadra di calcio, scegliendo come prima divisa una camicia rosa con cravattino nero. Fu la nascita dello Sport-Club Juventus. Il nome della squadra venne scelto per la giovane età dei fondatori, dato che in latino il termine sta a significare gioventù.